# Грин, Генри (писатель)
Генри Грин (собственно Генри Винсент Йорк англ. Henry Green, Henry Vincent Yorke, 29 октября 1905, Тьюксбери — 13 декабря 1973, Лондон) — английский писатель, «последний британский модернист».

## Биография
Из образованной, обеспеченной семьи, отец — крупный землевладелец и фабрикант в Бирмингеме, мать — из аристократического рода. Генри учился в Итоне, где его однокашником был Энтони Поуэлл, а затем в Кембридже, не закончил обучение, но сблизился там с Ивлином Во. В годы учёбы входил в группу золотой молодежи, к которой, кроме перечисленных, принадлежали Нэнси Митфорд, Джон Бетчеман, Сесил Битон. Многие годы — параллельно писательству — был занят в семейном бизнесе, начав на фабрике простым рабочим и дослужившись до директора по менеджменту. В годы Второй мировой служил в пожарной команде. Два последних десятилетия жизни почти не писал, увлекся историей Османской империи, у него развилась склонность к затворничеству и алкоголю.

## Творчество
Романы Грина отличаются своеобразной дестабилизацией реальности, новаторской разработкой техники диалога и мастерским монтажом, который нередко сближают с кинематографическим (Дональд Ричи).

## Романы
- Blindness (1926)
- Существование/ Living (1929)
- Дорожная вечеринка/ Party Going (1939)
- Сложи мои вещи/ Pack My Bag (1940, автобиография)
- Caught (1943)
- Любовь (иначе — Влюбленность)/ Loving (1945, инсценировка Мишеля Винавера под названием Отель «Ифигения» — 1959, постановка Антуана Витеза в Париже — 1977, телесериал — 1995)
- Домой/ Back (1946, роман о Второй мировой войне; фр. пер. 1990)
- Итоги/ Concluding (1948)
- Ничто/ Nothing (1950)
- Обожание/ Doting (1952)

## Посмертные издания
- Surviving: The Uncollected Writings of Henry Green/ Introd. by John Updike (1992)

## Признание
Романы Грина — за исключением «Любви» — не приобрели читательской популярности, при этом их высоко ценили У. Х. Оден, Кристофер Ишервуд, Ивлин Во, Энтони Бёрджесс, Ребекка Уэст, Юдора Уэлти, Фрэнк Кермоуд, Дэвид Лодж, Терри Саузерн, Джон Апдайк и др. Начиная с 1980-х годов интерес к фигуре и поэтике Грина растет, ему посвящён ряд книг, диссертации в Европе и США. Роман Любовь лег в основу телевизионного сериала с участием популярных актеров (Марк Райленс, Джорджина Кейтс и др.), он вошел в список 100 лучших англоязычных романов, опубликованных после 1923 года, который подготовлен экспертами журнала Time ( Архивная копия от 18 марта 2018 на Wayback Machine).